# Милослав (град)
Милослав (град) (пољ. Miłosław) град је у Пољској у Војводству великопољском. По подацима из 2012. године број становника у месту је био 3627.

## Становништво
| 2012. |
| ----- |
| 3.627 |